# Corynura cristata
Corynura cristata är en biart som först beskrevs av Smith 1853.  Corynura cristata ingår i släktet Corynura och familjen vägbin. Inga underarter finns listade i Catalogue of Life.